# Harriet Stratemeyer Adams
Harriet Stratemeyer Adams (* 11. Dezember 1892 in Newark, New Jersey; † 27. März 1982 in Pottersville, New Jersey) war eine US-amerikanische Autorin von Kinder- und Jugendliteratur. Die Tochter des amerikanischen Verlegers und Autors Edward Stratemeyer war Autorin mehrerer Bücher für kleine Kinder und Jugendliche. Sie schrieb für Stratemeyer Syndicate, den von ihrem Vater gegründeten Buchverlag, und steuerte Geschichten in der Reihe „Nancy Drew“ unter dem pauschalen Pseudonym des Unternehmens „Carolyn Keene“ bei. Sie steuerte auch Geschichten in den Abenteuer- und Mystery-Serien „Hardy Boys“ und „Bobbsey Twins“ bei, wobei sie die Pseudonyme „Franklin W. Dixon“ und „Laura Lee Hope“ verwendete.

## Leben

### Familiäre Herkunft, Erbe desStratemeyer Syndicateund Zweiter Weltkrieg

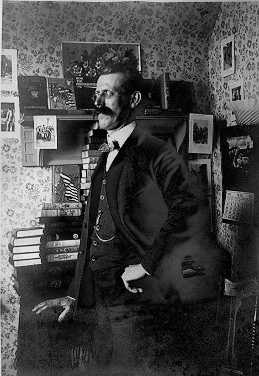
Edward Stratemeyer, Autor und Gründer des Stratemeyer Literary Syndicate.

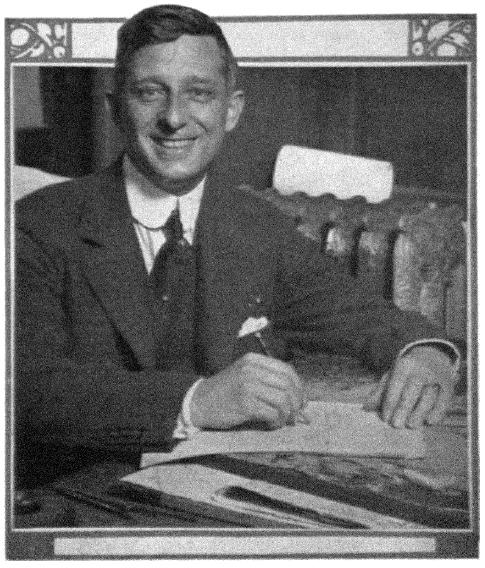
Howard R. Garis war einer der wichtigsten Ghostwriter des Stratemeyer Literary Syndicate.

Harriet Stratemeyer Adams, Tochter von Edward Stratemeyer (1862–1930), einem Autor und Gründer des Stratemeyer Literary Syndicate, und Magdalene B. Vancamp Stratemeyer (1868–1935). Ein Großteil von Adams Leben wurde von ihrem berühmten Vater beeinflusst. Um 1905 gründete er das Stratemeyer Literary Syndicate, in dessen Rahmen er neue Jugendbuchserien entwickelte, Schriftsteller anstellte, um die von ihm erstellten Handlungsskizzen zu konkretisieren, und die Manuskripte dann erfolgreich an Verlage vermarktete. Der Kontakt mit der Karriere ihres Vaters weckte ein frühes Interesse am Schreiben. Jahre später erinnerte sich Adams daran, wie sie ihren Vater und einen seiner wichtigsten Ghostwriter, Howard R. Garis, im Stratemeyer-Wohnzimmer dabei beobachtet hatte, wie sie Geschichtenideen vorspielten. Adams besuchte das Wellesley College, wo sie Englisch, Musik und Religion studierte. Zu ihren außerschulischen Aktivitäten gehörten Klavierspielen im College-Symphonieorchester, Mitgliedschaft im kurz zuvor gegründeten Presseausschuss und als College-Korrespondentin für The Boston Globe. Nach ihrem Abschluss 1914 arbeitete Adams kurz für ihren Vater und redigierte zu Hause Manuskripte des Syndikats, weil der konservative Stratemeyer ihr nicht erlaubte, im Büro zu arbeiten. Die Heirat mit Russell Vroom Adams, einem Anlagemakler, im Jahr 1915 beendete ihre Arbeit beim Syndikat, da ihr Vater der Meinung war, dass verheiratete Frauen nicht außerhalb ihres Hauses beschäftigt werden sollten. Obwohl Adams anderer Meinung war, ging sie auf die Wünsche ihres Vaters ein. Fast fünfzehn Jahre lang konzentrierte sie sich darauf, Ehefrau und Mutter zu sein, nahm an kirchlichen und kommunalen Aktivitäten wie der Gründung des New Jersey Wellesley Club teil und beschränkte ihr Schreiben und Lektorat auf Frauenclub- und Sonntagsschulmaterialien.
Nachdem ihr Vater Edward Stratemeyer unerwartet  und vermachte das Stratemeyer-Syndikat – bis dahin verantwortlich für ungefähr dreißig Serien – an seine Frau, eine Invalide. Nachdem sie die Angelegenheit mit ihrem Ehepartner besprochen hatte, stellte Adams eine Krankenschwester ein, um sich um ihre vier Kinder zu kümmern, zumal das jüngste damals erst fünf Jahre alt war. Sie verlegte die Büros des Syndikats von New York City nach East Orange in New Jersey, fünfzehn Minuten von ihrem Zuhause entfernt, und übernahm zusammen mit ihrer jüngeren Schwester Edna Camilla Stratemeyer Squier (1895–1974) die Leitung des Syndikats. Zu ihren anfänglichen Aufgaben gehörte die Bearbeitung von Manuskripten und der Umgang mit Verlagen und Ghostwritern, um so die Fortsetzung beliebter Serien wie „Tom Swift“, „Bomba the Jungle Boy“, die „Bobbsey Twins“, die „Ted Scott Flying Series“ und – am wichtigsten für die Zukunft des Syndikats – „Nancy Drew“ und die „Hardy Boys“. Adams entwickelte später Bücher, neue Serien und schrieb Manuskripte. Das Management von Adams und ihrer Schwester brachte mehrere Veränderungen im Syndikat mit sich. Aufgrund von Kostensenkungen während der Great Depression verloren sie bald einige wichtige Ghostwriter, was zu der Entscheidung führte, Syndicate-Angebote zu kürzen. Obwohl Stratemeyers Stärke Vielfalt und Umfang waren, eliminierten die Schwestern fast die Hälfte der laufenden Serien des Syndikats innerhalb der ersten vier Jahre ihrer Zeit als Geschäftsführerinnen und verengten den Fokus allmählich auf Mystery-Serien für jugendliche Leser. 1934 entwickelten sie mit „Dana Girls“ und „Kay Tracey“ zwei neue Serien, die beide lose auf der beliebten Reihe der „Nancy Drew“-Serie von Syndicate basierten. Eine weniger erfolgreiche Kinderserie, „Mary and Jerry Mystery Stories“, folgte ein Jahr später.
Nach dem Tod ihrer Mutter im Jahr 1935 erbten Adams und ihre Schwester offiziell das Syndikat, das sie weiterhin gemeinsam leiteten, bis sich Edna Stratemeyer Squier 1942 nach Florida zurückzog und eine inaktive Partnerin wurde. Die Kriegsanstrengungen, die die für den Druck von Serien verwendeten Kupferplatten beanspruchten, der Verlust eines Sohnes während des Zweiten Weltkrieges und das Ausscheiden von Edna Stratemeyer Squier waren für weitere Reduzierungen verantwortlich.

### Nachkriegszeit und Ausbau der Jugendbuchserien

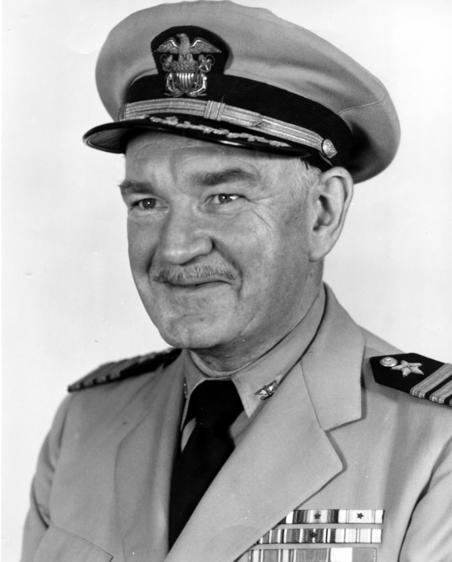
Der Seeoffizier Walter Karig schrieb in den 1930er Jahren drei Bände der „Nancy Drew“-Serie.

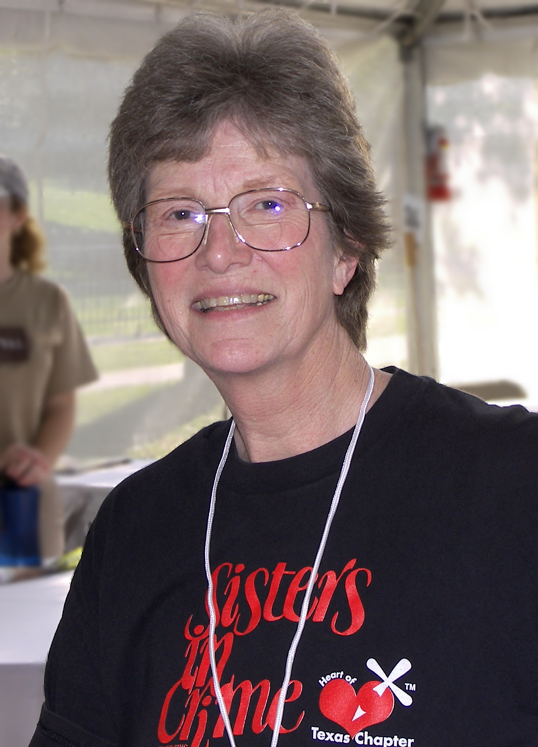
Susan Wittig Albert verfasste Geschichten für die „Nancy Drew“- und die „Hardy Boys“-Reihe.

Am Ende des Krieges gab Harriet Stratemeyer Adams nur noch vier Serien heraus, und zwar „Nancy Drew“, „Hardy Boys“, „Bobbsey Twins“ und „Honey Bunch“. Adams kehrte diesen Trend im nächsten Jahrzehnt um, stellte neue Mitarbeiter ein, entwickelte Serien wie „Tom Swift, Jr.“, verdoppelte und verdreifachte schließlich die Jahresproduktion des Syndikats. Sie schrieb auch gelegentlich Bände, darunter einige „Bobbsey Twins“-Titel. 1959 initiierte sie ein umfangreiches, sechzehnjähriges Projekt zur Überarbeitung und Aktualisierung der drei am längsten laufenden Serien des Syndikats, indem sie die Handlung modernisierte, rassistische Beleidigungen entfernte und die Prosa rationalisierte und vereinfachte. Obwohl einige das Schreiben und die Charakterisierung in den neuen Versionen kritisierten, brachte Adams Entscheidung der Serie eine neue Gruppe von Lesern.
Die zuvor zurückhaltende Adams gab nach Mitte der 1960er Jahre mehr Interviews und diskutierte über das Syndikat, wobei sie sich oft auf ihre Lieblingsserie „Nancy Drew“ konzentrierte. Berichte über Adams Beteiligung an der Serie variieren, und sie wird manchmal fälschlicherweise als Autorin aller „Nancy Drew“-Bücher bezeichnet, die vor ihrem Tod veröffentlicht wurden. Tatsächlich begann sie erst mit Band 31 (1953) mit dem Schreiben vollständiger Manuskripte für die Reihe und verfasste dann die Bände 33 bis 58, die zwischen 1955 und 1979 erschienen. Darüber hinaus haben Adams und/oder ihre Schwester alle nach 1930 veröffentlichten ursprünglichen „Nancy Drews“ geplottet und bearbeitet, und Adams hat alle überarbeiteten Versionen der ersten vierunddreißig Bände geschrieben und/oder bearbeitet. Sie half auch dabei, Nancys Charakter zu formen, ursprünglich indem sie die Darstellung von Nancy durch die Ghostwriterin Mildred Wirt Benson modifizierte, später Teile von Wirt Bensons Manuskripten überarbeitete und schließlich die Geschichten selbst schrieb. Adams bezeichnete Nancy manchmal als „dritte Tochter“ und sagte Interviewern, sie verkörpere Motto des Wellesley College „Non Ministrari sed Ministrare“ (‚Nicht bedient werden, sondern dienen‘). Andere Autoren der „Nancy Drew“-Geschichten waren Walter Karig, Susan Wittig Albert, die ebenso wie Neal Barrett jr. und anderen auch Geschichte für die „Hardy Boys“-Reihe verfassten.
In den 1960er und 1970er Jahren überstand Adams eine Reihe persönlicher und beruflicher Verluste: Ihr Ehemann starb 1965, ihre Schwester im Jahr 1974 und Andrew E. Svenson, seit 1961 Partner des Syndikats, 1975. Mitte der 1970er Jahre waren die meisten neuen Serien des Syndikats eingestellt worden, und selbst die drei Schlüsselserien verkauften sich nicht mehr so gut wie erwartet. Wieder setzte sich Adams durch. Sie genehmigte eine Fernsehserie, „The Nancy Drew/Hardy Boys Mystery Hour“ (1977 bis 1979) und wechselte 1979 den Verlag, damit Syndicate-Serien in einem erschwinglichen und modernen Taschenbuchformat erscheinen konnten. Sie sagte dann in der anschließenden Klage ihres ehemaligen Verlegers Grosset & Dunlap aus und gewann sie. Infolgedessen stiegen die Buchverkäufe erneut an. Nach dem Tod von Adams 1982 leiteten ihre vier Juniorpartner – alles langjährige Mitarbeiter – das Syndikat zwei Jahre lang, bevor sie es an ihren Verlag Simon & Schuster verkauften. In den 1980er Jahren wurden schätzungsweise fast 200 Millionen Exemplare der Syndicate-Serie verkauft. Die beiden jungen Serien, die Adams aus der Zeit ihres Vaters aufbewahrt hatte – „Nancy Drew“ und „Hardy Boys“ – waren für einen Großteil dieser Summe verantwortlich. Sie waren ins Dänische, Niederländische, Französische, Deutsche, Italienische, Norwegische und andere Sprachen übersetzt worden. Außerdem hatte sie verwandte Serien und Waren ausgegliedert und waren zu einem festen Bestandteil der amerikanischen Kinderliteratur geworden.

## Veröffentlichungen
Zu ihren Veröffentlichungen gehören unter anderem:
- The Secret Of The Old Clock, 1930
- The Bobbsey Twins In Echo Valley, 1943
- The Bobbsey Twins At Sugar Maple Hill, 1946
- The Bobbsey Twins In Tulip Land, 1949
- The Bobbsey Twins At Whitesail Harbor, 1952
- The Bobbsey Twins At Big Bear Pond, 1953